# セマンティックレイヤー
セマンティックレイヤー（英: semantic layer）とは企業データのビジネス表現。エンドユーザーがビジネスセマンティクス管理によって管理される共通のビジネス用語を使用して、自律的にデータへアクセス出来るようにすることを指す。

## 概要
セマンティックレイヤーは、複雑なデータを製品、顧客、収益などの広く知られたビジネス用語にマッピング（対応付け）することで、組織全体にわたるデータの統一された概観を提供する。
セマンティックレイヤーは、データ言語ではなく一般的なビジネス用語を使用して情報にアクセスし、操作し、整理できるため、複雑なビジネスデータを簡素化して提供できる。ビジネス用語はセマンティックレイヤーにオブジェクトとして保存され、ビジネスビュー（「Business Views」）を通じてアクセスされる。
セマンティックレイヤーを使用することで、ビジネスユーザーは、リレーショナルデータベースやOLAPキューブに保存されているデータにアクセスして分析するときに、共通の「ルック・アンド・フィール」を得ることができる。したがって、セマンティックレイヤーの技術は、正しい結果を保証しながらユーザーをITの複雑な仕様から解放する、ビジネスインテリジェンス（BI）のコアテクノロジーであると考えられている。
「ビジネスビュー」は、企業が包括的かつ具体的なビジネスオブジェクトを構築できるように設計された多層システムで、レポート設計者やエンドユーザーが必要な情報にアクセスできるようにする。このシステムは、ユーザーが必要なビジネスコンテキストをデータアイランドに追加し、それらを組織用に 1 つの組織化されたビジネス ビューにリンクできるようにすることを目的としている。
具体的には、セマンティックレイヤーはテーブルをクラスに、行をオブジェクトにマッピングする。